# 베르나우 바이 베를린역
베르나우 바이 베를린역(Bahnhof Bernau (b Berlin))은 브란덴부르크주 바르님군 베르나우바이베를린에 위치한 철도역이다. 베를린 S반은 이 역까지만 운행한다. 역사, 승강장, 역 남서부의 S반 기지는 브란덴부르크주의 건축유산으로 지정되어 있다.

## 역사
1842년 8월 1일 베를린-슈체친선의 베를린-에베르스발데 구간 개통 당시에 개통했다. 슈체친 방면으로는 1843년 8월 15일에 연장되었다. 1913년부터 1916년까지는 슈체친선 복복선화 공사가 진행되었고, 근교선은 베르나우역에서 종착했다. 이 시기에 역사가 건설되었다. 1924년 8월 8일에는 근교선에 직류 전동차 운행이 개시되었고, 1930년 12월 1일부터 S반이라는 명칭이 도입되었다. 1925년부터 생산되어 이 노선에 운행할 예정인 ET 169형 전동차에는 베르나우형이라는 별칭이 있다.
1989년 9월 24일 오전 5시에 277형 전동차가 S반 선로 중단점을 돌파했다. 이 사고로 선두차의 동력대차가 역사 내로 추락했다.
과거의 화물선은 21세기 초에 철거되었고, 그 부지 일부에는 2022년 7월 기준 시내 우회도로가 건설 중이다. S반용으로 3선 규모의 유치 시설이 있었고, 초기에는 베를린 북역 기지, 이후에는 베를린 그뤼나우 기지의 부속 시설로 취급되었다. 2001년에 유치 시설이 폐쇄되었다.
2009년부터 2014년까지 역과 역 광장이 개보수되었다. 역사 접근성 공사 외에도 역 광장의 교통 및 환승 편의성 개선, 버스 및 택시 정거장, 차량 및 자전거 주차장이 건설되었다. 베르나우시의 의뢰로 Ingenieurbüro Börjes와 Landschaftsarchitekturbüro Beusch에서 설계했다. 브란덴부르크주에서는 120만 유로 예산을 지원했다.
역사의 개보수공사에는 안내 및 유도 시스템 개선과 조명 재설치가 포함되었다. 보행자용 지하도, 승강장 통로가 개선되었고 2012년 4월부터는 지역간 열차 승강장에 엘리베이터 영업이 시작되었다. 2013년 여름부터는 해당 승강장에 지붕이 설치되었다. 도이체 반은 450만 유로를 투자했고, 이 중 130만 유로는 연방정부 지원을 받았다. S반 보수기지는 과거에 건축유산으로 지정되어 있었으나, 대합실, 승강장 통로, 승강장 부분은 2019년에 건축유산으로 지정되었다.

## 인접 정차역

### 지역간 열차 및 광역 철도
| RE·RB                                          | RE·RB | RE·RB                                        |
| ---------------------------------------------- | ----- | -------------------------------------------- |
| 베를린 게준트브루넨 루터슈타트 비텐베르크 방면 | RE 3  | 에베르스발데 슈베트 (오데르)/슈트랄준트 방면 |
| 베를린 게준트브루넨 게준트브루넨역 방면        | RE 66 | 에베르스발데 슈체친 방면                     |
| 뤼드니츠 에베르스발데 방면                     | RB 24 | 베를린 리히텐베르크 쇠네펠트 방면            |
| 베를린 S반                                     |       |                                              |
| 시·종착역                                      | S2    | 베르나우 프리덴스탈 블랑켄펠데 방면          |